# Тети (Албания)

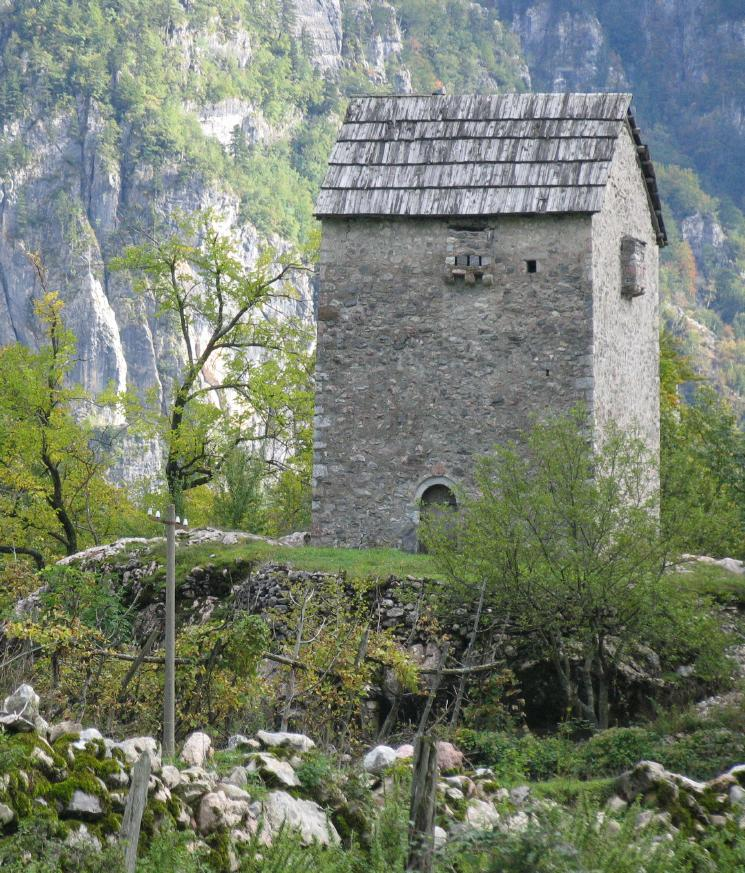
Кула

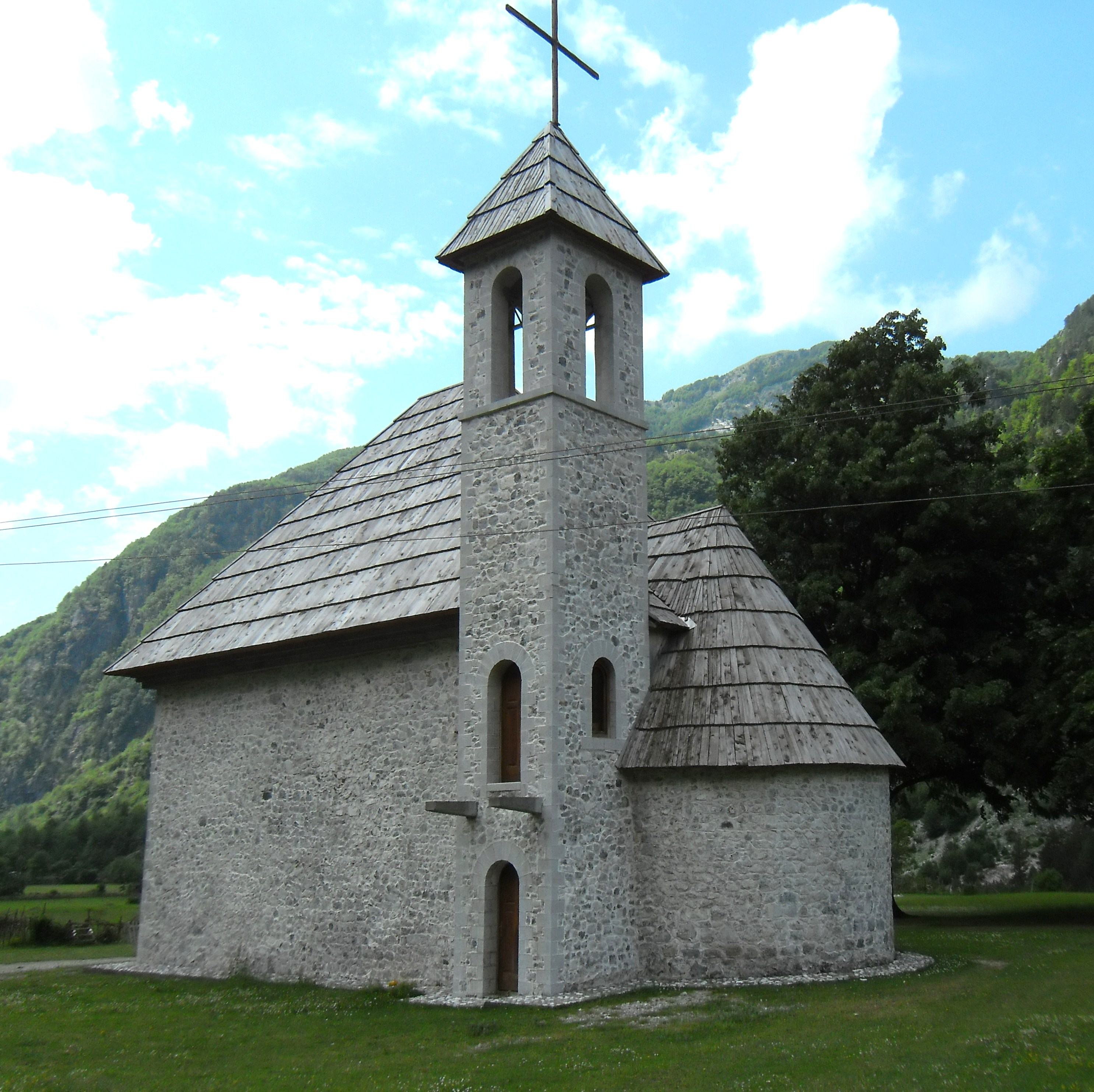
Церковь Тет

Тети (Тет; алб. Thethi) — село в коммуне Шаля в горах Проклетие (Албания). Оно расположено в самой верхней части троговой долины реки Шаля, в окружении нескольких высоких вершин-двухтысячников, таких как Радохима (2568 м) на западе, Арапи (2217 м) на севере и Поплука (2578 м), а также находящаяся за ним Езерца (2694 м) на востоке.
Тет это населённый пункт, расположен на высоте от 750 до 950 м и простирается на несколько километров вдоль долины. Он состоит из нескольких более мелких поселений, некоторые из которых лежат на крутых склонах. Эта территория в зимний период неделями или даже месяцами отрезана от большой земли или достижима только пешком по снегу по пересечённой местности. Грунтовая дорога, идущая через расположенный на высоте 1630 м перевал Терторья, покрыта снегом до конца весны. Дорога на юг в долину Кир ещё хуже и едва проходима.
Из-за плохой инфраструктуры и отсутствия экономических перспектив большинство жителей покинули этот населённый пункт. Сегодня осталось очень мало домов, где круглый год живут люди. По оценкам, постоянно здесь живут около 80 человек. Школы и медицинские учреждения закрыты.

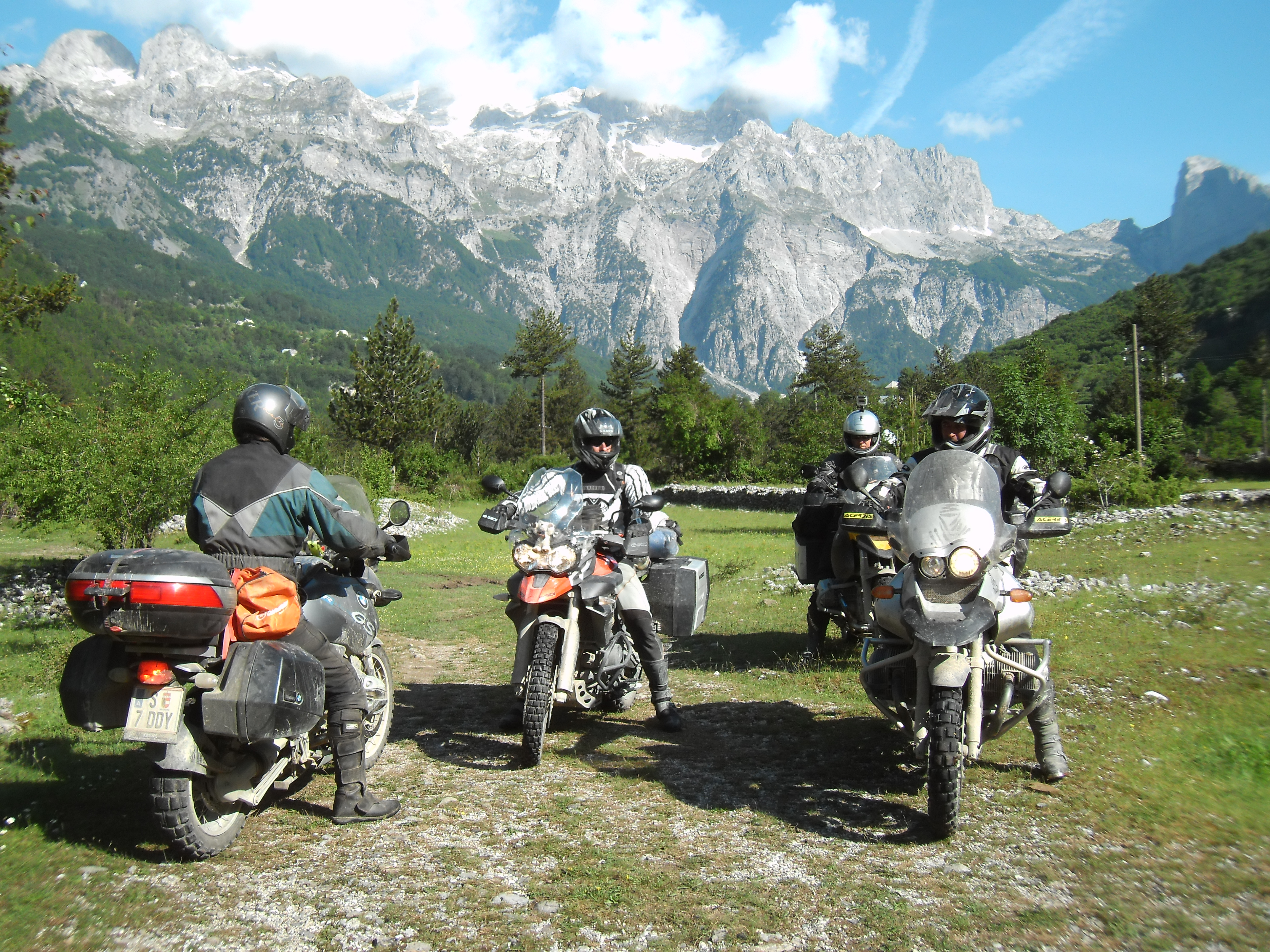
Мотоциклисты на фоне Радохимы и Арапи

С помощью немецкого общества GTZ несколько частных домов были приспособлены для размещения туристов, расширены и обустроены пешеходные тропы, установлены указательные знаки, карты для ориентирования и т. п. для туристического маршрута Peaks of the Balkans. В 2010 в частном секторе было уже 130 койко-мест — на 100 больше, чем в 2007 году. Вновь открылся небольшой отель, появлялись новые кафе и номера. Добираться туда по-прежнему тяжело, но не настолько, как в предыдущие годы, так что с каждым годом в летний период сюда пребывает всё больше и больше туристов. В период с 2006 по 2009 год число туристов возросло с примерно 300 до 7500 в год. В отличие от остальной Албании, сюда приезжают в основном иностранные туристы. Доход жителей Тети от туризма возрос примерно до € 150 000.
2630 га вокруг деревни стали в 1966 году территорией национального парка Тети. Среди природных достопримечательностей региона, помимо горных вершин, ущелье Грунас и водопады Грунас и Джьечай.
Старейшие следы человеческих поселений были обнаружены в верхней части долины Шаля и относятся к палеолиту. Долина была заселена иллирийцами. Первое письменное упоминание датируется 1688 годом. Первая церковь была построена в 1892 году. В 1936 году была проложена дорога в Тети и открылся отель. В коммунистический период открылся ещё и дом отдыха для рабочих. В конце 1980-х годов в Тети жило около 7000 человек.